# Ројализам
Ројализам је политичка идеологија која подржава одређеног монарха као шефа државе одређеног краљевства, или одређене династичке захтјеве. Разликује се од монархизма, који заступа монархистички систем власти, али не нужно одређеног монарха. Најчешће, израз ројалиста се наноси на поборник једног актуелног режима или онај који је недавно свргнут због формирања републике.
У Уједињеном Краљевству данас, термин се готово не разликује од појма „монархиста“, јер не постоје значајни ривали за престо. Насупрот томе, у 19. вијеку у Француској, ројалисти су  могли бити Легитимисти, Бонапартисти, или Орлеанисти, а сви су били монархисти.